# Plastilină

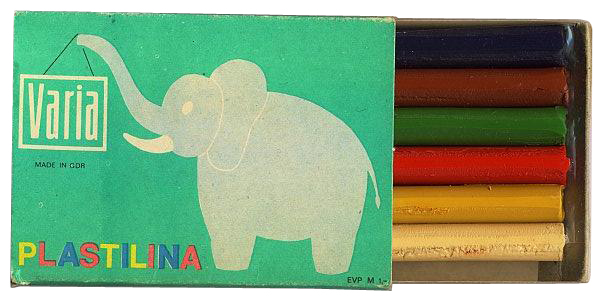
Un „curcubeu” de plastilină

Plastilina este un material plastic ușor modelabil, folosit, de obicei, în scop educativ.
Plastilina este alcătuită dintr-un amestec de caolin, substanțe grase din anumite rășini naturale sau sintetice, colorat cu diferiți pigmenți, pentru a conferi plastilinei o gamă largă de culori.
Datorită proprietății sale non-uscare, este o optiune de material populară pentru animația stop-motion (utilizata inclusiv in câteva filme câștigătoare a premiului Oscar de către Nick Park). Numele de marcă a argilei este uneori menționat în muzica britanică, cum ar fi "plasticine porters" din piesa "Lucy in the Sky with the Diamonds" a lui Beatles, cântecele Oasis "Little James" și "Shakermaker", piesa Placebo "Plasticine".

## Istoria
William Harbutt, profesor de artă din Bath, Anglia, a compus plastilina în 1897. Harbutt a dorit să obțină pentru studenții săi de sculptură o compoziție din lut dar care nu se usuce. El a creat un lut netoxic, steril, moale și maleabil care nu sa usucă fiind expus la aer.
Harbutt a primit un brevet pentru invenția sa în 1899, iar producția comercială a început într-o fabrică din Bathampton în 1900. Plastilina originală a fost de culoare gri. Inițial au fost produse patru culori pentru vânzare către public. Plastilina era populară în rândul copiilor, era folosită pe scară largă în școlile de predare a artei plastice și alte utilizări variate cum ar fi turnări pentru tencuieli și materiale plastice.